# Хронологија ФНРЈ и КПЈ септембар 1946.
Хронолошки преглед важнијих догађаја везаних за друштвено-политичка дешавања у Демократској Федеративној Југославији (ДФЈ) и деловање Комунистичке партије Југославије (КПЈ), као и општа политичка, друштвена, спортска и културна дешавања која су се догодила у току септембра месеца 1946. године.
| ← август · Хронологија ФНРЈ и КПЈ током 1946. године · октобар → |

### 9. септембар
- У Љубљани, 9. и 10. септембра, одржано Друго заседање Словеначког народноослободилачког већа (СНОС) на коме су донети Закон о Уставотворној скупштини Народне Републике Словеније и Закон о избору народних посланика за Уставотворну скупштину НР Словеније.[1]

### 15. септембар
- Народна скупштина АП Војводине изгласала предлог о укидању окружних народних одбора у Војводини, којим су укинути окружни одбори у Новом Саду, Зрењанину, Сомбору, Суботици, Панчеву и Сремској Митровици. Овом административном реорганизацијом покрајине, Војводина је уместо 31 среза и 8 градова, имала 24 среза и два града у рангу среза. Коначну одлуку о овом предлогу донео је 27. септембра Президијум Народне скупштине НР Србије.[2]

### 21. септембар
- Поводом обележавања стогодишњице рођења Светозара Марковића (рођен 21. септембра 1846. у Зајечару), једног од првих српских социјалиста одржана је у Београду централна академија на којој су присуствовале најистакнутије политичке, културне и јавне личности. О лику и делу Светозара Марковића, на академији је говорио професор др Душан Недељковић. Истог дана у Београду је једна улица, у близини Славије, понела име Светозара Марковића, а његова спомен-биста откривена је у дворишту згаде Капетан-Мишиног здања (касније пренета у двориште Универзитетске библиотеке, која је такође понела име Светозара Марковића). Прославе посвећене овом јубилеју одржане су истог дана у Новом Саду и Крагујевцу. Сутрадан 22. септембра, одржана је у Јагодини, централна прослава током које је откривен споменик Светозару Марковићу, а граду Јагодини промењен назив у Светозарево (град је ово име носио до 1991).[2]

### 22. септембар
- На територији Народне Републике Македоније одржани избори за Уставотворно собрање НР Македоније, на којима је гласало 512.173 гласача (94,54%), а највећи број гласова освојили су кандидати Народног фронта Македоније.[2]

### 25. септембар
- Влада ФНРЈ донела Уредбу којом је национализован целокупни банкарски систем Југославије.
- У Скопљу основано Радничко-културно уметничко друштво „Кочо Рацин“, које је формирало Месно синдикално веће Скопље са циљем уједињења радника и намештеника ради развијања културно-просветне делатности. На Оснивачкој скупштини усвојена су правила Друштва, према којима су се у саставу друштва налазиле четири секције — фолклорна, музичка, књижевна и хорска. Изабрани су Управни одбор и руководиоци секција, а за председника Управног одбора Диме Бојановски.[2]

### 26. септембар
- Председник Владе ФНРЈ Јосип Броз Тито дошао у дводневну посету Брчком, током које је посетио учеснике омладинске радне акције на изградњи пруге „Брчко-Бановићи“. Потом је сутрадан 27. септембра посетио Тузлу, где је говорио на митингу пред 250.000 људи.[3]

### 27. септембар
- Президијум Народне скупштине НР Србије донео Закон о укидању окружних народних одбора на подручју АП Војводине, којим је њихова надлежност пренета на Главни Извршни одбор АП Војводине и Закон о административно-територијалној подели Војводине, којим је АП Војводина имала 23 среза и 9 градова. Истог дана Президијум Народне скупштине Србије донео је Закон о установљењу и устројству Аутономне Косовско-Метохијске области, којим је на основу предлога Извршног одбора АКМО, седиште овог одбора пренето из Призрена у Приштину.[2]

### 29. септембар
- У Новом Саду одржана Друга покрајинска конференција Народног фронта Војводине, на којој су изнети резултати рада организације између прве и друге конференције. На крају Конференције изабран је нов Покрајински одбор Народног фронта Војводине, председник, три потпредседника и секретар.[2]